# Stanisław Gałecki

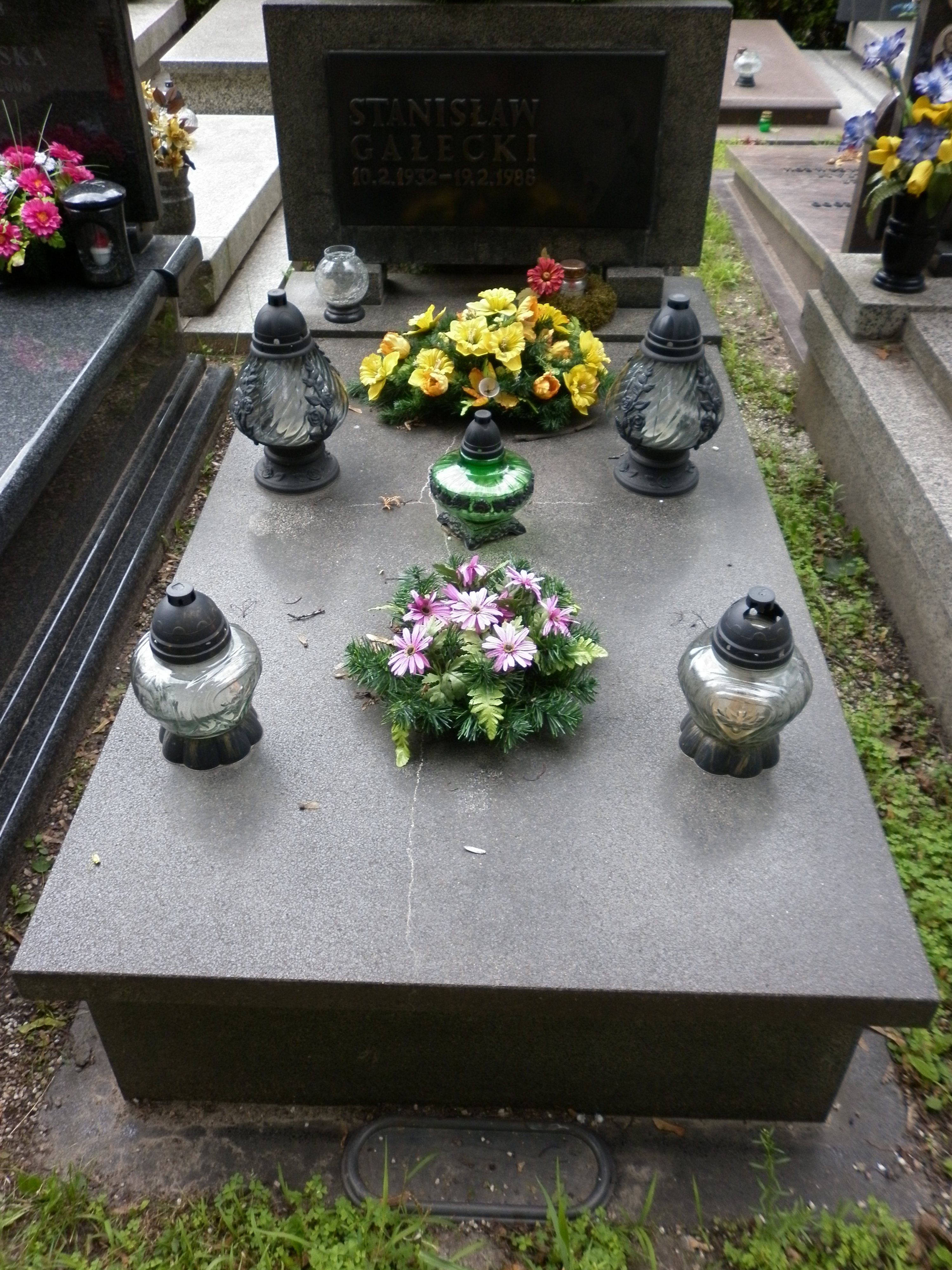
Grób Stanisława Gałeckiego na Powązkach Wojskowych

Stanisław Gałecki (ur. 10 lutego 1932 w Kaszowie, zm. 18 lutego 1988) – polski polityk, poseł na Sejm PRL VIII kadencji.

## Życiorys
Syn Franciszka i Barbary z d. Hajduga. W 1948 wstąpił do Związku Młodzieży Polskiej, a w 1950 do Polskiej Zjednoczonej Partii Robotniczej. Uzyskał tytuł zawodowy magistra filozofii na Uniwersytecie Warszawskim. 16 marca 1973 został zastępcą członka Komitetu Warszawskiego PZPR. 9 października tego samego roku został jego członkiem (którym był do 11 listopada 1986). W lutym 1978 został I sekretarzem Komitetu Dzielnicowego Warszawa Praga-Północ. W latach 1980–1985 pełnił mandat posła na Sejm PRL VIII kadencji, reprezentując okręg Warszawa Praga-Północ. Zasiadał w Komisji Administracji, Gospodarki Terenowej i Ochrony Środowiska, Komisji Spraw Zagranicznych, Komisji Administracji, Gospodarki Przestrzennej i Ochrony Środowiska oraz jako przewodniczący (od 6 lipca 1982) w Komisji Mandatowo-Regulaminowej. Od 18 grudnia 1980 do 11 października 1986 był sekretarzem Komitetu Warszawskiego PZPR. W latach 80. zasiadał w Radzie Narodowej m.st. Warszawy, był jej wiceprzewodniczącym (1984–1988).
Pochowany na cmentarzu Powązki Wojskowe w Warszawie w kwaterze B3-3-5.

## Odznaczenia
- Krzyż Komandorski Orderu Odrodzenia Polski
- Krzyż Oficerski Orderu Odrodzenia Polski
- Krzyż Kawalerski Orderu Odrodzenia Polski
- Srebrny Krzyż Zasługi
- Medal 30-lecia Polski Ludowej
- Złota odznaka honorowa „Za Zasługi dla Warszawy”